# Bo Hamburger
Bo Hamburger (* 24. Mai 1970 in Frederiksberg) ist ein ehemaliger dänischer Profiradfahrer.

## Sportliche Laufbahn

### Werdegang
Bo Hamburger begann im Alter von acht Jahren mit dem Radsport. 1987 wurde Bo Hamburger dänischer Vize-Meister der Junioren im Straßenrennen, im Jahr darauf belegte er Platz drei. Als Amateur startete er für den Verein ABC Kopenhagen. 1989 startete er für einen französischen Verein und lebte in Toulon. 1991 erhielt er seinen ersten Vertrag bei einem Profi-Team. Der größte Erfolg war die im Jahr 2000 gewonnene dänische Straßenmeisterschaft, im selben Jahr gewann er eine Etappe von Paris–Nizza. Außerdem gewann er 1998 den Wallonischen Pfeil. Achtmal startete er bei der Tour de France; 1994 gewann er die achte Etappe. Seine beste Platzierung in der Gesamtwertung war der 13. Platz 1996, insgesamt kam er viermal unter die ersten 20. 2004 startete Hamburger bei den Olympischen Spielen in Athen im Straßenrennen und belegte Rang 23.
2006 trat Bo Hamburger vom aktiven Radsport zurück.

### Doping
Bei der Tour de France 1999 war Hamburger nach dem Prolog positiv auf Kortison getestet worden, hatte aber später ein vordatiertes Attest als Entlastung präsentiert. Am 19. März 2001 wurde Bo Hamburger nach dem Wallonischen Pfeil positiv auf das Blutdopingmittel EPO  getestet, er leugnete jedoch jegliche Einnahme von Dopingmitteln. Er war der erste Fahrer, der mittels eines neuartigen Nachweisverfahren für EPO überführt wurde. Im Jahr 2005 wurden B-Proben der Tour de France der Jahre 1998 und 1999 mit einem verfeinerten Verfahren zu Forschungszwecken auf EPO untersucht, die Proben waren anonymisiert. Eine Probe konnte Bo Hamburger zugeordnet werden, eine Sanktion im Nachhinein war jedoch nicht möglich.
Nach Jahren des Leugnens gestand Bo Hamburger schließlich im Jahre 2007 jahrelanges Doping. Der Däne gab in seiner Ende 2007 erschienenen Autobiografie zu, in den Jahren 1995 bis 1997 – wie nach seiner Aussage alle Spitzenfahrer – systematisch auch mit EPO gedopt zu haben.
Er selbst habe nach einer Verletzung 1995 mit EPO-Doping begonnen: „Radsport hat mir soviel bedeutet, daß ich im Laufe meiner Karriere wohl auch meine Frau Sanne verkauft hätte, um mein Ziel zu erreichen. Warum also nicht auch Epo nehmen?“

## Privates
Hamburger ist verheiratet und hat drei Kinder (2012).

## Teams
- 1991–1992: TVM-Sanyo
- 1993–1994: TVM-Bison Kit
- 1995: TVM
- 1996–1997: TVM-Farm Frites
- 1998: Casino
- 1999: Cantina Tollo-Alexia Allumino
- 2000: Memorycard-Jack & Jones
- 2001: CSC-Tiscali
- 2002: Index–Alexia Alluminio
- 2003: Formaggi Pinzolo Fiavè-Ciarrocchi Immobiliare
- 2004: Acqua & Sapone-Caffe Mokambo
- 2005: Acqua & Sapone-Adria Mobil
- 2006: Miche